# Riu Wardha
El Wardha és un riu de Maharashtra que neix a l'altiplà de Multai al districte de Betul a uns 110 km a l'oest de Nagpur (ciutat) i corre en direcció sud-est separant la regió de Berar de Madhya Pradesh. Té un curs de 467 km. A Seoni es troba amb el Wainganga i els dos rius s'uneixen formant el Pranhita que desaigua al Godavari. El Wardha és especialment utilitzat pel reg en el districte que porta el seu nom (districte de Wardha) però també en altres. Els afluents principals són el Wunna i el Erai des de l'est i el Bemba i Penganga al Berar. Entre els llocs religiosos o històrics a la seva vora cal esmentar Kundalpur (Dewalwara) que representa una ciutat enterrada esmentada al Bhagavad Gita com la capital del regne de Vidarbha o Berar i les ruïnes de Ballalpur corresponents a un palau dels reis gonds.